# چورلو
چورلو (به ترکی استانبولی: Çorlu) شهری است در کشور ترکیه که در استان تکیرداغ واقع شده‌است. جمعیت این شهر بر اساس سرشماری سال ۲۰۰۸ میلادی ۲۰۰٬۵۷۷ نفر و بر اساس برآوردهای سال ۲۰۰۹ میلادی ۲۱۰٬۳۶۲ نفر می‌باشد.

## نگارخانه

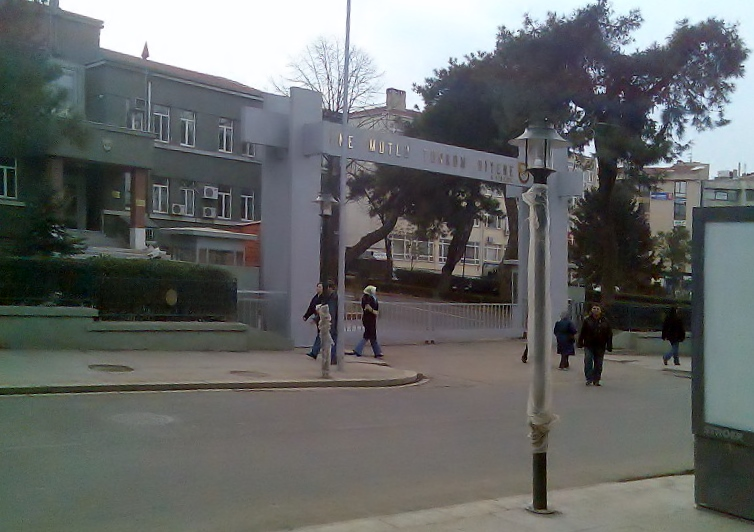
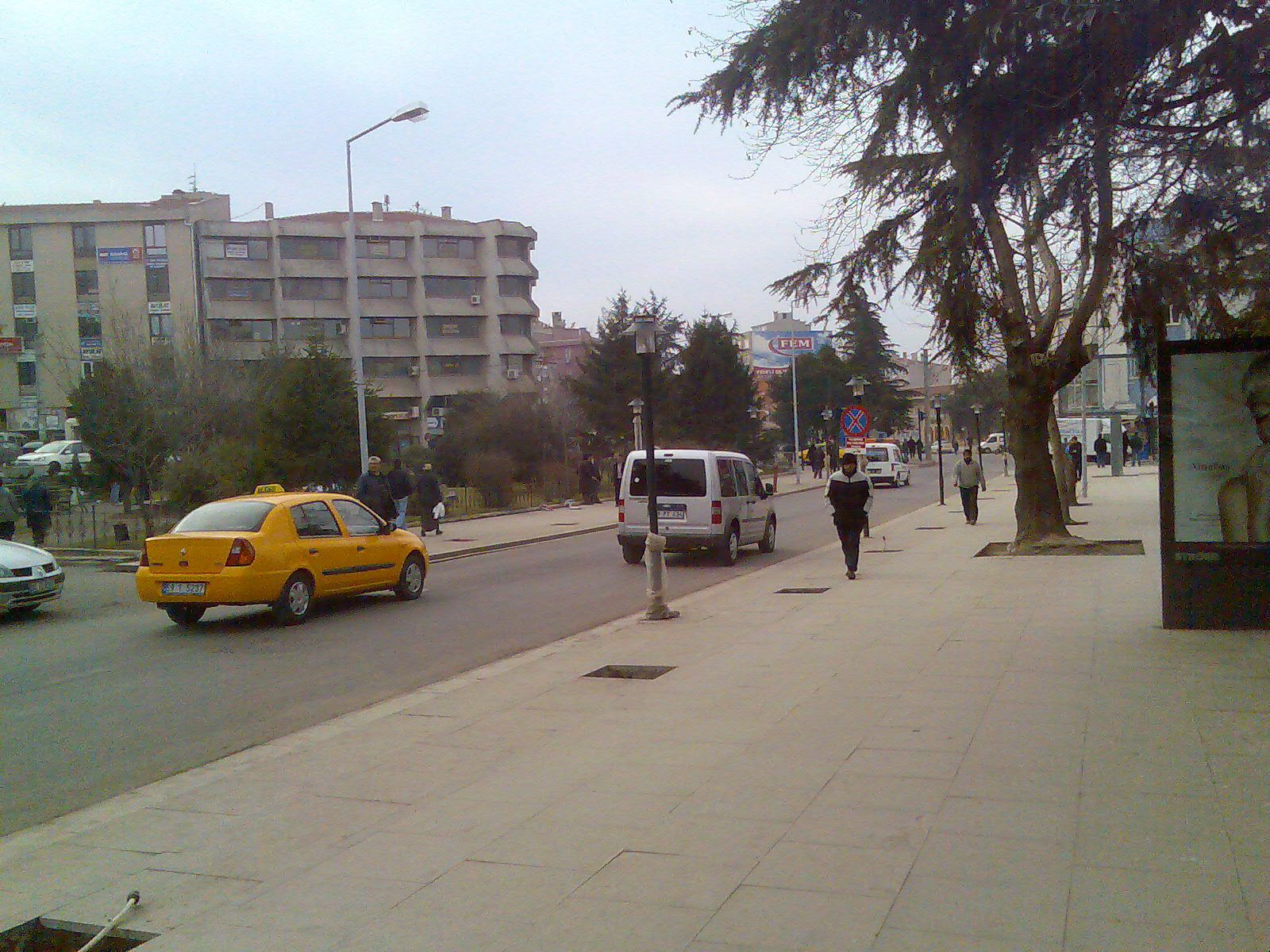